# Ferrari Testa D’Oro
Pour les articles homonymes, voir Ferrari, Testa et Oro.
La Ferrari Testa D’Oro ou Ferrari Testa D'Oro Colani est une voiture de sport concept car GT tuning de 1989, créé par le designer Luigi Colani, à base de Ferrari Testarossa de 1984. Une variante Ferrari Lotec Colani Testa D'Oro est créée  en 1991.

## Historique
En 1989 le designer suisse-allemand Luigi Colani désire créer un concept car d'exception, pour battre le record de vitesse de la voiture routière la plus rapide du monde, détenu en 1987 par la Ferrari F40 avec 325 km/h,. 

### Carrosserie

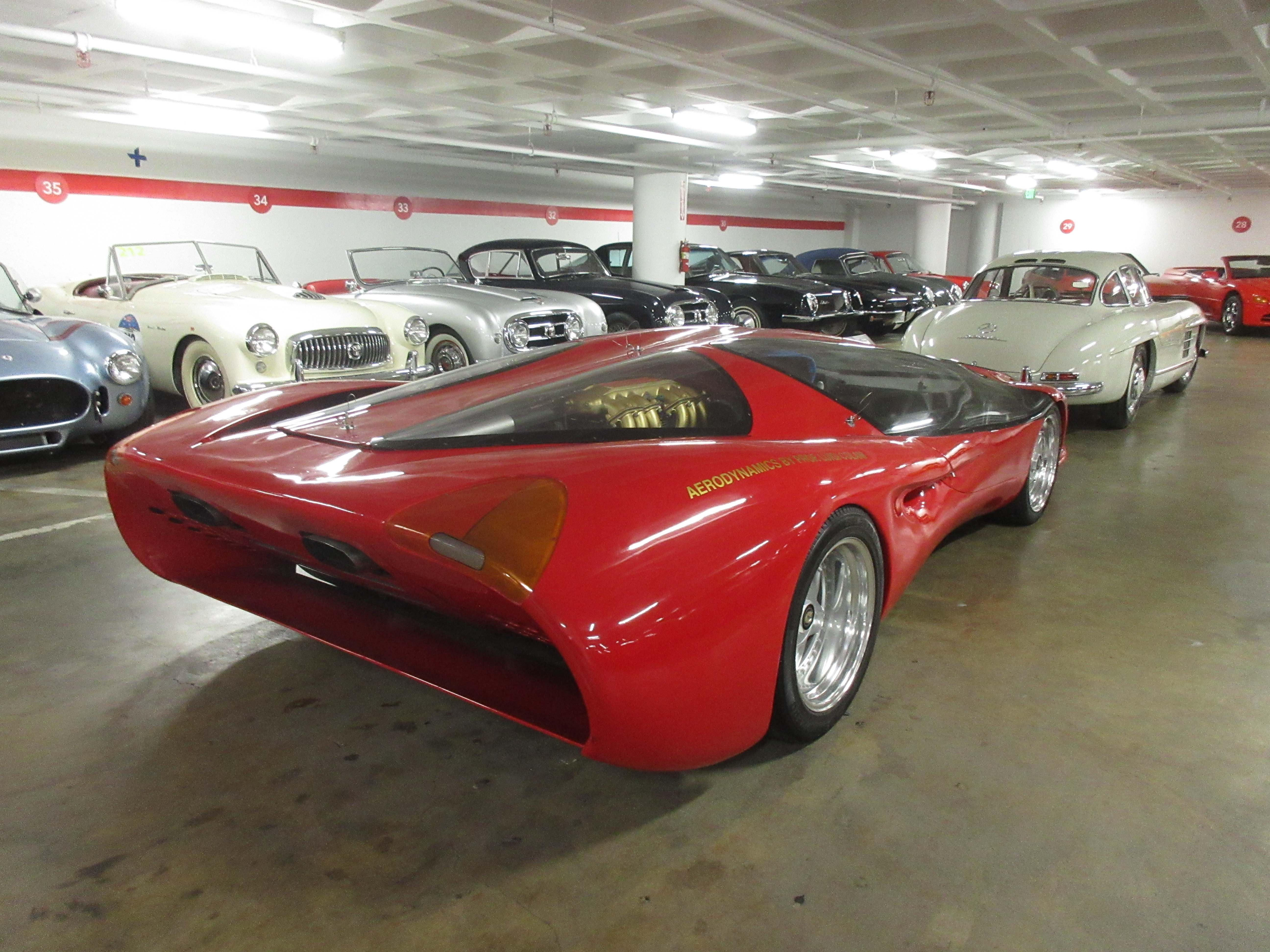

Il conçoit alors ce concept car à base de Ferrari Testarossa de 1984. Il revisite et modifie le design d'origine de la célèbre carrosserie du chef designer Pininfarina Leonardo Fioravanti, avec son style bio-design aérodynamique très personnel, inspiré par le biomimétisme et la science-fiction.

### Motorisation
Le moteur Ferrari 12 cylindres à plat de 428 chevaux d'origine est poussé à 750 chevaux par le préparateur automobile allemand Lotec, avec l'ajout entre autres de deux turbocompresseurs. La tête de moteur peinte en rouge à l’origine (du nom de « Ferrari 250 Testa Rossa ») est repeinte en or, en donnant son nouveau nom « Testa D’Oro » à ce concept car.

## Record de vitesse
La Testa D'Oro bat plusieurs records de vitesse sur la piste de vitesse de Bonneville du Grand Lac Salé du Bonneville Salt Flats dans l'Utah aux États-Unis, dont le record de vitesse maxi dans sa catégorie de 351 km/h en 1991.

## Anecdote
En 2015 ce modèle unique est mis en vente en Italie au prix de 1,7 million de dollars.